# Lake Tanglewood
Lake Tanglewood – wieś w Stanach Zjednoczonych, w stanie Teksas, w hrabstwie Randall.